# Villa Marcel-Lods
La villa Marcel-Lods est une voie du 19e arrondissement de Paris, en France.

## Situation et accès
La villa Marcel-Lods est une voie privée située dans le 19e arrondissement de Paris. Elle débute au 8, passage de l'Atlas et se termine en impasse.

## Origine du nom
Elle porte le nom de l'architecte et urbaniste Marcel Lods (1891-1978).

## Historique
La voie est créée sous le nom provisoire de « voie Q/19 » et prend sa dénomination actuelle par un décret municipal du 5 février 2008. 